# فلیت‌وینگز ای-۱
فلیت‌وینگز ای-۱(به انگلیسی: Fleetwings A-1) یک پهپاد هدف آمریکایی بود که توسط شرکت کایزر-فلیت‌وینگز ساخته شد.

## طرح
ای-۱ در حدود سال ۱۹۴۰ به عنوان یک هدف کوچک توپخانه هوایی ساخته شد که احتمالاً به‌طور خاص برای این منظور طراحی شده بود. این پرنده بدون سرنشین و با فرامین رادیویی از زمین کنترل می‌شد. تعداد ای-۱‌های ساخته شده مشخص نیست، اما به احتمال زیاد در اواسط سال ۱۹۴۱ بازنشسته شده‌است.

## مشخصات فنی
ویژگی‌های عمومی
- خدمه: بدون سرنشین
- پهنای بال: ۲۰ فوت ۰ اینچ (۶٫۰ متر)
- پیشرانه: ۱ عدد  نامعلوم, 80 hp (60 kW)

عملکرد
- حداکثر سرعت: ۱۸۰ مایل بر ساعت (۲۹۰ کیلومتر بر ساعت، ۱۶۰ گره)
- مداومت پروازی: ۱ ساعت ۰ دقیقه
- حداکثر ارتفاع: ۱۰٬۰۰۰ فوت (۳٬۰۰۰ متر)